# 雙斑縛頰䲁
雙斑縛頰䲁（學名：Haptogenys bipunctata），為輻鰭魚綱鳚形目䲁科縛頰䲁屬的一種，分布於印度及泰國海域，背鰭硬棘12枚、背鰭軟條18枚、臀鰭硬棘2枚、臀鰭軟條20枚，體長可達7.7公分，棲息在沿海淺水域，雌魚產附著性卵，雄魚有護卵行為，幼魚為浮游性，生活習性不明。